# Jared Kushner

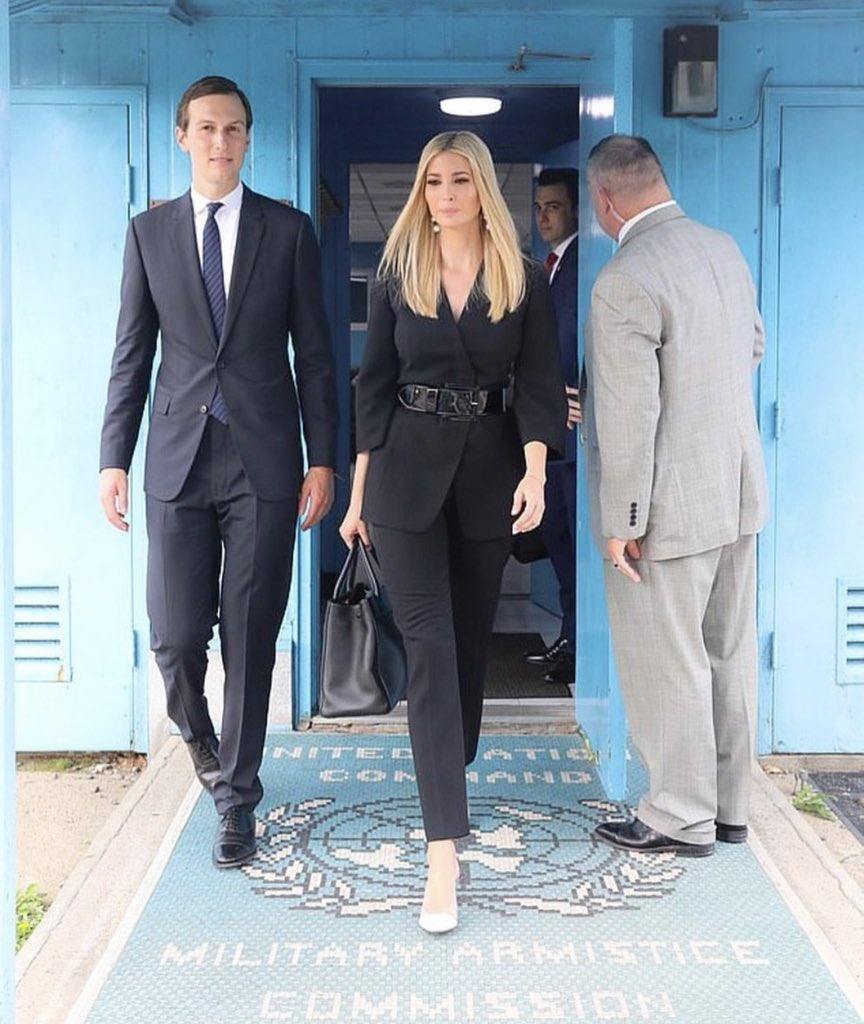
Manželé Jared Kushner a Ivanka Trumpová v demilitarizované zóně mezi Severní a Jižní Koreou, 30. června 2019

Jared Kushner (* 10. ledna 1981, Livingston, USA) je americký podnikatel, realitní magnát a politik. Je zetěm 45. prezidenta Spojených států Donalda Trumpa a během jeho mandátu byl jedním z jeho nejdůležitějších poradců.

## Podnikatelské aktivity
Před vstupem do vysoké politiky pracoval Jared Kushner ve společnostech Kushner Companies, zaměřených na obchod s nemovitostmi a jejich správu, které byly založeny jeho otcem Charlesem Kushnerem. Od roku 2008 byl jejím výkonným ředitelem (CEO). V současnosti je předsedou správní rady celého holdingu, výkonnou funkci přenechal svému bratrovi Joshuovi Kushnerovi.
Začátkem roku 2007 provedl pro tuto společnost do té doby největší obchodní transakci na realitním trhu v USA, když za 1,8 miliardy dolarů koupil administrativní budovu 666 Fifth Avenue v New Yorku. V roce 2018 byla budova pronajata kanadské společnosti Brookfield Properties na 99 let, čímž byly vyřešeny dosavadní problémy spojené s náklady na hypotéční úvěry.
V roce 2006 koupil společnost Observer Media, která vydává týdeník New York Observer. Spoluzaložil společnost Cadre, která používá internetové technologie, aby propojila instituční investory s potenciálními projekty v oblasti nemovitostí.

## Vzdělání
V roce 1998 věnoval Jaredův otec Charles Kushner Harvardově univerzitě 2,5 milionu dolarů, nedlouho poté byl Jared na tuto prestižní univerzitu přijat a v roce 2003 získal bakalářský titul. Následně v roce 2007 ukončil Newyorskou univerzitu, kde získal dvojitý titul JD/MBA.

## Politická činnost
V letech 1991 až 2006 byl Kushner přispěvatelem Demokratické strany, k jejímž předním podporovatelům tehdy patřil jeho otec.
Jako zeť prezidentského kandidáta Donalda Trumpa pomáhal v průběhu volební kampaně sjednávat důležité schůzky. Kushner vyznává ortodoxní judaismus, byl proto pověřen oslovovat židovské voliče. Po Trumpově vítězství ve volbách 2016 se Jared Kushner spolu s dalšími příbuznými zvoleného prezidenta stal členem týmu, který připravoval převzetí moci.
Od ledna 2017 pracuje Kushner pro svého tchána, 45. prezidenta Spojených států Donalda Trumpa, jako jeho hlavní poradce (Senior Advisor).
Prezident Trump Kushnera pověřil několika misemi a odpovědnostmi:
- Vede úřad Bílého domu pro inovaci. Úkolem tohoto úřadu je zlepšit vybavení vládních institucí informačními technologiemi.
- Modernizace odboru záležitostí vojenských veteránů (Department of Veterans Affairs).
- Diplomatická vyjednávání mj. s Mexikem, Čínou, Saúdskou Arábií.
- Je Trumpovým „styčným důstojníkem“ pro muslimskou komunitu v USA.

Značné úsilí vynaložil Kushner na to, aby byly dosaženy pokroky při váznoucím mírovém procesu na Blízkém východě včetně vztahů mezi Izraelem a Palestinci. Spolu se zvláštním vyslancem pro Blízký východ Jasonem Greenblattem se v červnu 2018 setkal s politiky Izraele, Jordánska, Kataru, Egypta a Saúdské Arábii aby prodiskutovali nový mírový plán. Palestinské vedení se však odmítlo s Kushnerem setkat. Za některými myšlenkami Kushnera týkajícími se Blízkého východu měl být tehdejší americký velvyslanec v Izraeli Ron Dermer, který měl dobré kontakty s izraelským ministerským předsedou Benjaminem Netanjahu.
V roce 2020 se Kushnerovi podařilo zprostředkovat navázání diplomatických styků mezi Izraelem a několika arabskými zeměmi – mj. Spojené arabské emiráty, Bahrajn a Maroko.

## Rodinný život
Jeho manželkou je Ivanka Trumpová, dcera prezidenta USA Donalda Trumpa. Svatba se konala 25. října 2009 a jeho žena konvertovala k judaismu. Mají spolu tři děti, jsou to Arabella Rose (* 2011), Joseph Frederick (* 2013) a Theodor James Kushnerovi. Nejmladší syn Theodor (Ted) James se narodil 27. března 2016.
Po dobu prezidentské funkce Donalda Trumpa bydlela rodina Kushnerova na předměstí Washingtonu, D.C. v pronajaté vile za měsíční nájem 15 000 dolarů. Koncem roku 2020 koupili manželé Ivanka a Jared Kushner za cca 30 milionů dolarů pozemek velký 1,84 hektaru s 60 metry pobřežního úseku na ostrově Indian Creek Island před Miami na Floridě, který dříve patřil španělskému zpěvákovi Juliovi Iglesiasovi. Mají v úmyslu na tomto pozemku vybudovat svoje nové obydlí. Ostrov je vzdálen zhruba hodinu cesty od Mar-a-Lago, soukromého sídla Donalda Trumpa. Má rozlohu 294 hektarů, bydlí na něm 37 rodin a je chráněn 13člennou policejní jednotkou a údajně také námořnictvem USA. Zároveň si Kushnerovi ponechávají apartmá na Park Avenue v New Yorku a také dům (cottage) na pozemku golfového klubu Trump National Golf Club v Bedminsteru ve státě New Jersey.